# フィクサー
フィクサー（英: fixer）は、政治・行政や企業の営利活動における意思決定の際に、正規の手続きを経ずに決定に対して影響を与える手段・人脈を持つ人物を指す。

## 概要
行政組織、政府や企業などの社会組織では、通常は関係する人間や団体の意向（広くは世論）を踏まえたうえで、正規の手続きを取って意思決定を進める手段が確立されている。例えば、行政への陳情、選挙や企業における稟議や経営会議などである。そのような正規の手段によらず、意思決定の過程に介入する資金、政治力、人脈などを持つ人物がフィクサーと呼ばれる。フィクサーが介入すると往々にしてその手段は公正でなく恣意的な結論となる場合もある。一方で、理想と現実の間で複雑化する人間関係や利害関係を円滑にすすめる役割を果たす場合もある。
労働組合や無産政党の活発な「政治の季節」に存在した。
アメリカでも人の問題を片づけて、その見返りを得る仕事をする人物をフィクサーと呼ぶが、他にアメリカでは悪徳弁護士もフィクサーと呼ばれている。その場合は、裁判の始まる前に自分の陣営に不利となる証拠と証人を裁判から外す手段（skill）を知っている事からで（fixとは物事を意図的にarrangeする意味がある）、相手の有利な手札を察知されないようにして抜き取る一方で不利なクズ札を混ぜておくため、結果として敗北を嫌う相手が訴訟を降りて裁判が消滅することも珍しくない。
政治の黒幕としては作家の室伏哲郎による『日本の黒幕』が幾つかの例を紹介している。

## フィクサーの例

### 政治
- 菅原通済 - 日本の実業家。1947年（昭和22年）に芦田均（元内閣総理大臣）の日本民主党には資金援助を行い、1948年（昭和23年）に起きた昭和電工事件では関与が疑われた。当時、財閥解体の対象であった昭和電工の社長に義弟の日野原節三が就任するために菅原の斡旋があった事や、菅原が芦田内閣の有力な支援者だったためで、この事件後は政治の黒幕的な動きから手を引いた。

- 田中清玄 - 戦前期の非合法時代の日本共産党（第二次共産党）中央委員長。

- 三浦義一 - 日本の右翼。日本銀行総裁だった一万田尚登の親戚筋の立場を利用して、戦時中に日本金銀運営会に入り込み、その組織と利権を掌握した[1]。

- 児玉誉士夫 - 日本の右翼運動家。太平洋戦争中に、海軍航空本部のために物資調達を行い、終戦時までに蓄えた物資を占領期に売りさばいて莫大な利益を得た。この豊富な資金を使って、戦後は分裂状態になった右翼を糾合し、鳩山一郎（自民党の初代総裁、元内閣総理大臣）や岸信介などの大物政治家に政治資金を提供した[2]。自民党との繋がりが深かったので「政財界の黒幕」や「政財界のフィクサー」と呼ばれた。

- 笹川良一 - 日本の政治家、右翼活動家、社会奉仕活動家。戦前は、国粋大衆党総裁、衆議院議員を務めた。戦後は、1962年（昭和37年）に財団法人「日本船舶振興会」を設立。（現在の公益財団法人「日本財団」）会長などを歴任した。日本国内の競艇（ボートレース）の創設に尽力した。1968年（昭和43年）に旧統一教会系の国際勝共連合の名誉会長に就任したが、のちに辞任した。競艇（ボートレース）の利益の一部をボランティア団体に寄付を行っている。日本の大物政治家との交流があり政界にも一定の影響力があった。戦前は「右翼のドン」と呼ばれた。戦後は日本で競艇（ボートレース）を創設して「競艇界のドン」と呼ばれた。

- 福本邦雄 - 絵画商人という表の顔から政界や財界や暴力団などの日本の裏社会の深部にも入りこんで暗躍した。「政界最後のフィクサー」とも呼ばれた。

- 大橋薫 - 日本の新聞記者、政治評論家。大蔵省や都市銀行の頭取クラスに対して絶大な影響を持ち、アジア開発銀行の設立やがん保険の認可に関わり、「金融界の黒幕」や「金融界のフィクサー」と呼ばれた。

- 山段芳春 - 元京都自治経済協議会理事長。京都の政財界に絶大な影響力を持ち、「京都のフィクサー」と呼ばれた。

- 正力松太郎 - 読売新聞社社主、日本テレビ放送網代表取締役社長、讀賣テレビ放送会長などを歴任した。読売新聞社の経営者として『読売新聞』の部数拡大に成功し、大正力（だいしょうりき）と呼ばれる。読売ジャイアンツ（巨人）の初代オーナーとして、戦後の日本のプロ野球の発展に貢献したために「プロ野球の父」と呼ばれる。日本テレビを創立し、テレビの普及や発展に貢献したために「テレビ放送の父」と呼ばれる。また、原子力発電の推進にも貢献したために「原子力の父」とも呼ばれる。1955年（昭和30年）から1969年（昭和44年）まで衆議院議員（自民党に所属）を務めた。1960年代には自由民主党総裁の座を狙っていた。政界でも一定の影響力があった。死後に、息子（長男）の正力亨が読売新聞グループ本社の社主や読売ジャイアンツ（巨人）の2代目オーナーとして後を継いだ。
- 笠信太郎 - 朝日新聞論説主幹。スイス終戦工作の頃からアレン・ダレス（後のCIA長官）に率いる米国情報機関のエージェントになり、日本の知識人の親米化工作を行っていた。

- 渡邉恒雄 - 読売新聞グループ本社代表取締役主筆。読売新聞グループの総帥で「ナベツネ」の通称で知られ、正力松太郎の死後に読売新聞社の経営の主導権を握っていた。プロ野球の読売ジャイアンツ（巨人）の3代目オーナーとして影響力を持っており「野球界の独裁者」と呼ばれていた。また、日本の政界の大物政治家にも一定の影響力もあった。

- 安岡正篤 - 日本の易学者。哲学者・思想家。私塾「金鶏学院」を設立。右翼政治団体「国維会」や学術団体「師友協会」を創立した。日本の伝統的な哲学・思想の「日本主義」の立場から保守派の長老として戦前から戦後に亘って活躍した。吉田茂（元内閣総理大臣）などの大物政治家とも深い交流があった。「総理大臣の指南役」とも呼ばれていた。多くの弟子を抱えていた。風水師・陰陽師の富士谷紹憲や占い師の細木数子なども一時期は弟子だった。

- ロジャー・ストーン - 長らく泡沫候補であったドナルド・トランプをアメリカ合衆国大統領に当選させた政治顧問[3]。

- ロイ・コーン - 共産主義者を糾弾する赤狩りを行った政治家弁護士（映画『エンジェルス・イン・アメリカ』などで知られる。）

- ホワイトハウス・プラマーズ（英語版）（Room 16 Project、配管工） - アメリカ国防総省機密漏洩防止部隊。ニクソン大統領のフィクサーとも呼ばれた。

- バンダル・ビン・スルターン - サウジアラビアの王子。世界中のテロリストを裏で操っていると言われている[4]。

### 宗教界
- 池田大作 - 宗教法人の創価学会の名誉会長。1928年（昭和3年）生まれ。1947年（昭和22年）に19歳で創価学会に入会し、戸田城聖（第2代会長）に師事して創価学会の青年部の幹部として頭角を現す。1960年（昭和35年）に32歳で創価学会の第3代会長に就任すると、創価学会は日本最大級の宗教団体に発展した。1964年（昭和39年）に宗教政党の公明党を結成した。1979年（昭和54年）に会長を辞任し、名誉会長に就任した。創価学会の会員には絶大な影響力があると言われていた。「宗教界のカリスマ」と呼ばれていた。また、公明党の創立者として政界にも一定の影響力があったという。2023年（令和5年）11月15日に95歳で死去した[5][6][7][8][9][10][11]。
- 池口恵観 - 僧侶。単立烏帽子山最福寺法主。高野山真言宗・鹿児島高野山・最福寺 住職。高野山真言宗大僧正・伝灯大阿闍梨。1961年（昭和36年）に旧日本軍の元軍人たちによるクーデター未遂事件の「三無事件」に関与した。安倍晋三（元内閣総理大臣）や小泉純一郎（元内閣総理大臣）などの日本の大物政治家とも親交があることから「永田町の怪僧」の渾名がある。北朝鮮系の「在日本朝鮮人総聯合会」（朝鮮総連）とも人脈を持っている。

### 犯罪組織
- アーノルド・ロススタイン - 組織犯罪の元祖とされ、ラッキー・ルチアーノやマイヤー・ランスキーに多大な影響を与えた。
- 田岡一雄 - 三代目山口組組長。山口組を日本最大の暴力団にのし上げた。実業家としても様々な顔を持つ。海外マフィアからも『ジャパニーズマフィアのボス』として一目を置かれる。

## フィクサーを題材にした作品
- シャーロック・ホームズシリーズ
- スキャンダル 託された秘密
- レイ・ドノヴァン ザ・フィクサー
- フィクサー (2007年の映画)
- 嘘はフィクサーのはじまり
- 困った時のロジャー・ストーン
- フィクサー (テレビドラマ)